# Kasempa (Mufulira)
Kasempa è un ward dello Zambia, parte della Provincia di Copperbelt e del Distretto di Mufulira.